# Reno (Texas)
Reno é uma cidade localizada no estado norte-americano do Texas, no Condado de Lamar.

## Demografia
Segundo o censo norte-americano de 2000, a sua população era de 2767 habitantes.
Em 2006, foi estimada uma população de 3036, um aumento de 269 (9.7%).

## Geografia
De acordo com o United States Census Bureau tem uma área de 9,8 km², dos quais 9,8 km² cobertos por terra e 0,0 km² cobertos por água.

## Localidades na vizinhança
O diagrama seguinte representa as localidades num raio de 20 km ao redor de Reno.